# Budynek przy ul. Andrzeja Niegolewskiego 2 w Szczecinie
Budynek przy ul. Andrzeja Niegolewskiego 2 – pięciokondygnacyjny budynek wznoszący się na narożniku ulic Mieczysława Niedziałkowskiego i Andrzeja Niegolewskiego, na szczecińskim osiedlu Śródmieście-Północ, w dzielnicy Śródmieście. Jest to jedyny ocalały budynek z przedwojennego zespołu szkół podstawowych dla chłopców (Gneisenau-Knabenschule) i dziewcząt (Gneisenau-Mädchenschule). 

## Historia
W latach 1899–1901 po wschodniej stronie dzisiejszej ulicy Andrzeja Niegolewskiego (przed 1945 r. Gneisenaustraße) wzniesiono dwa neogotyckie budynki szkół podstawowych ze wspólną salą gimnastyczną. Budynek przy narożniku z dzisiejszą ulicą Wielkopolską miał adres Gneisenaustraße 1 i zajmowany był przez szkołę dla chłopców, a budynek na rogu z obecną ulicą Niedziałkowskiego miał adres Gneisenaustraße 2 i mieścił szkołę dla dziewcząt. W czasie bombardowania Szczecina w nocy z 29 na 30 sierpnia 1944 r. zespół szkół ucierpiał. Całkowitemu zniszczeniu uległa część kompleksu zajmowana przez szkołę męską i sala gimnastyczna, a część należąca do szkoły żeńskiej spłonęła. Po II wojnie światowej pozostałości zniszczonych obiektów rozebrano, zachowując jedynie ruiny szkoły żeńskiej, łącznik z salą gimnastyczną i fragment ogrodzenia. Uszkodzoną szkołę żeńską odbudowano w zmienionej formie, wznosząc w miejscu dawnego poddasza dodatkowe piętro powtarzające układ okien niższych pięter. Budynek po odbudowie przeznaczono na internat Zespołu Szkół Budowlanych i połączono modernistyczną plombą z pobliskim budynkiem głównym tejże szkoły.

## Opis
Przed wojną ocalały budynek kompleksu szkół podstawowych był obiektem czterokondygnacyjnym z poddaszem. Fasada niemalże w całości obłożona była cegłą klinkierową. Elewacja od strony ulicy Niedziałkowskiego podzielona była na dwie części: lewą z czteroosiowym ryzalitem zwieńczonym ozdobnym szczytem oraz prawą, bezokienną. Od strony ulicy Niegolewskiego elewacja była 14-osiowa, przy czym cztery ostatnie osie znajdowały się w ryzalicie. Ten ryzalit także ukoronowany był ozdobnym szczytem z oknami poddasza. Ponadto nad szóstą i siódmą osią ostatniego piętra usytuowany był jeszcze mniejszy, dwuosiowy szczyt. Budynek pokrywał spadzisty dach z wieżyczką w narożnej części kalenicy. Po wojnie w miejscu zniszczonego poddasza i szczytów powstała dodatkowa kondygnacja. Wskutek powojennej odbudowy budynek zatracił pierwotne zwieńczenia na rzecz prostego dachu.

## Galeria

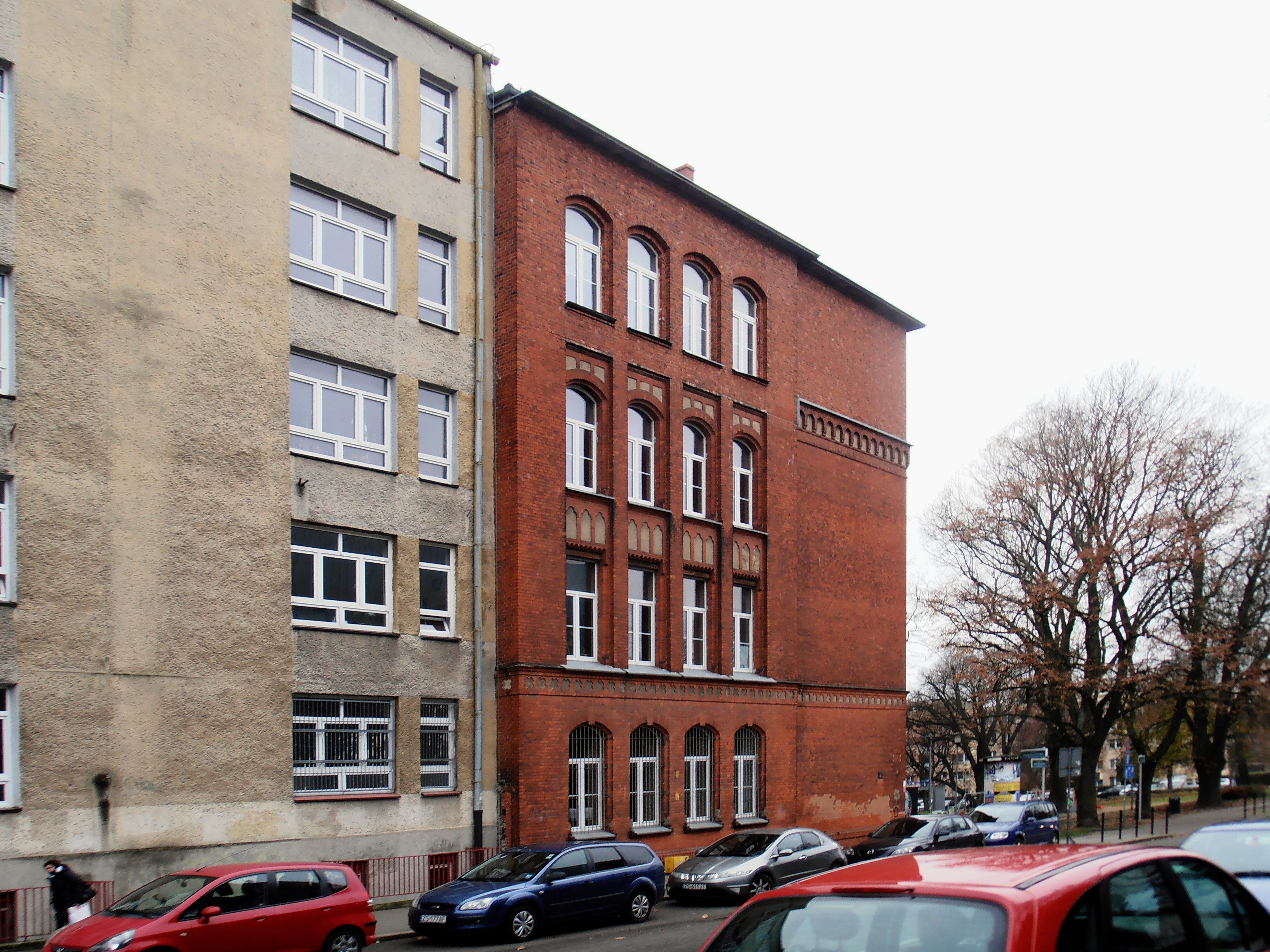
Widok budynku od strony ulicy Niedziałkowskiego, po lewej łącznik
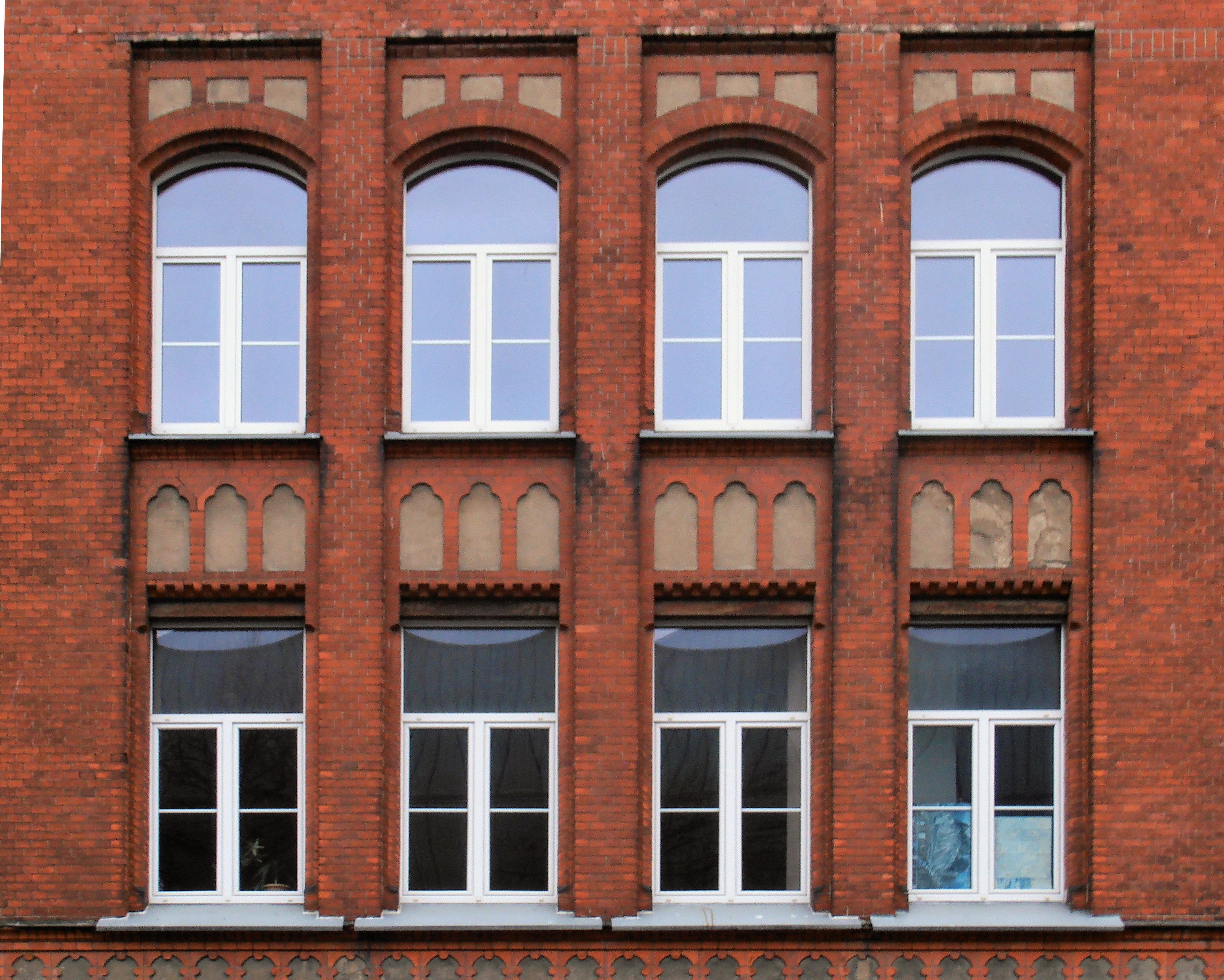
Zachowane zdobienia pierwszego i drugiego piętra
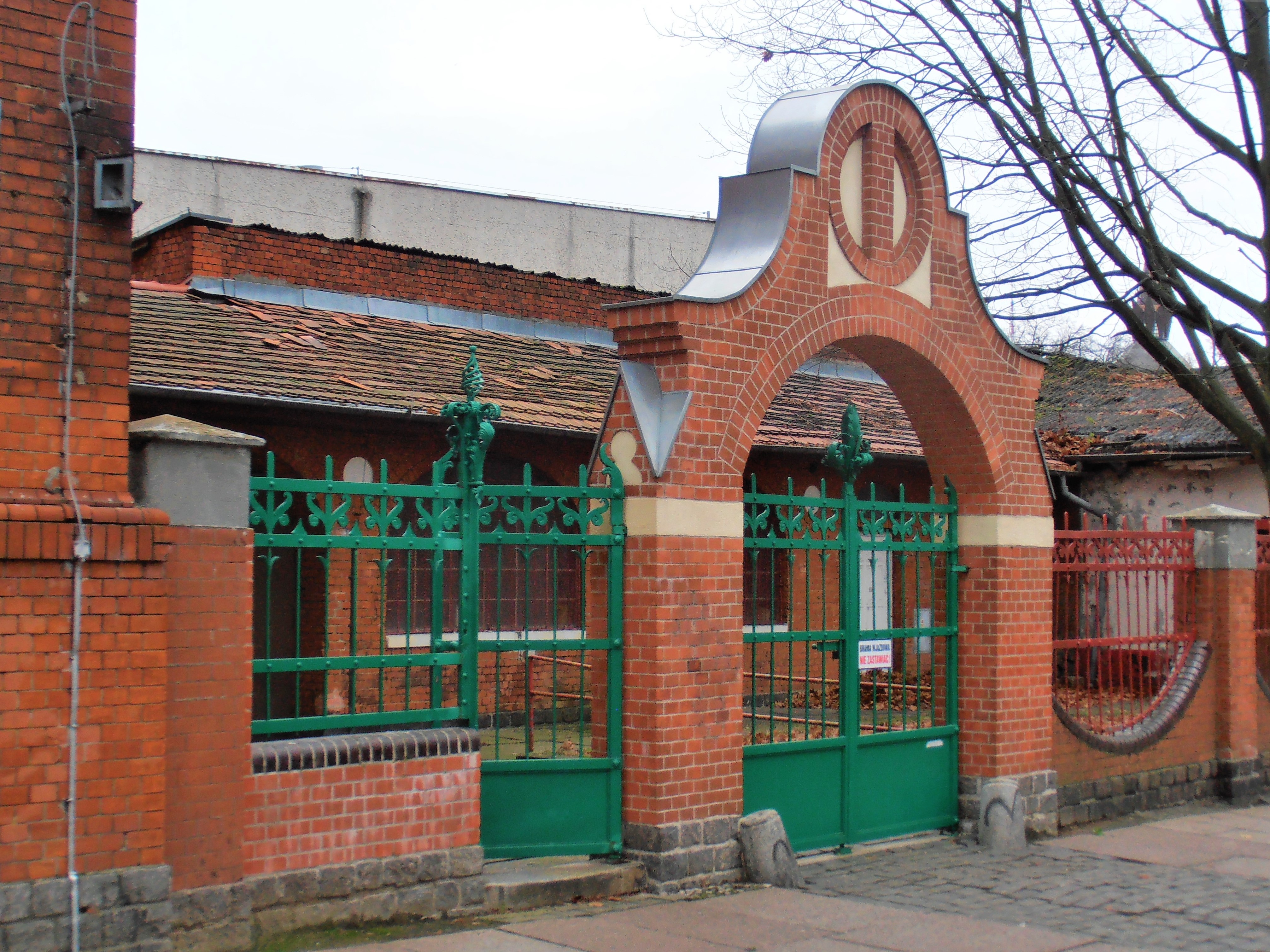
Fragment oryginalnego ogrodzenia
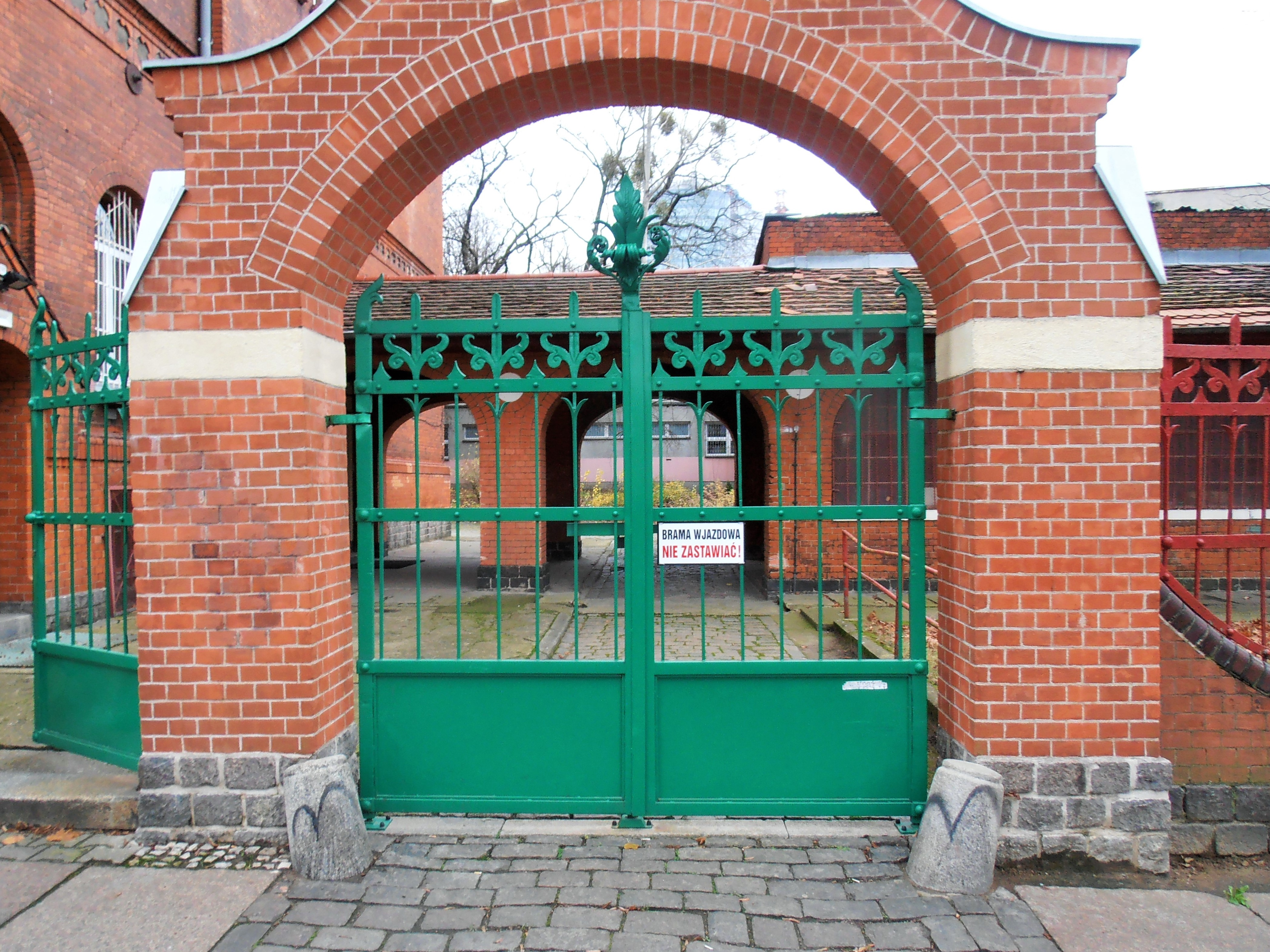
Ozdobna brama wjazdowa